# Urząd gminy

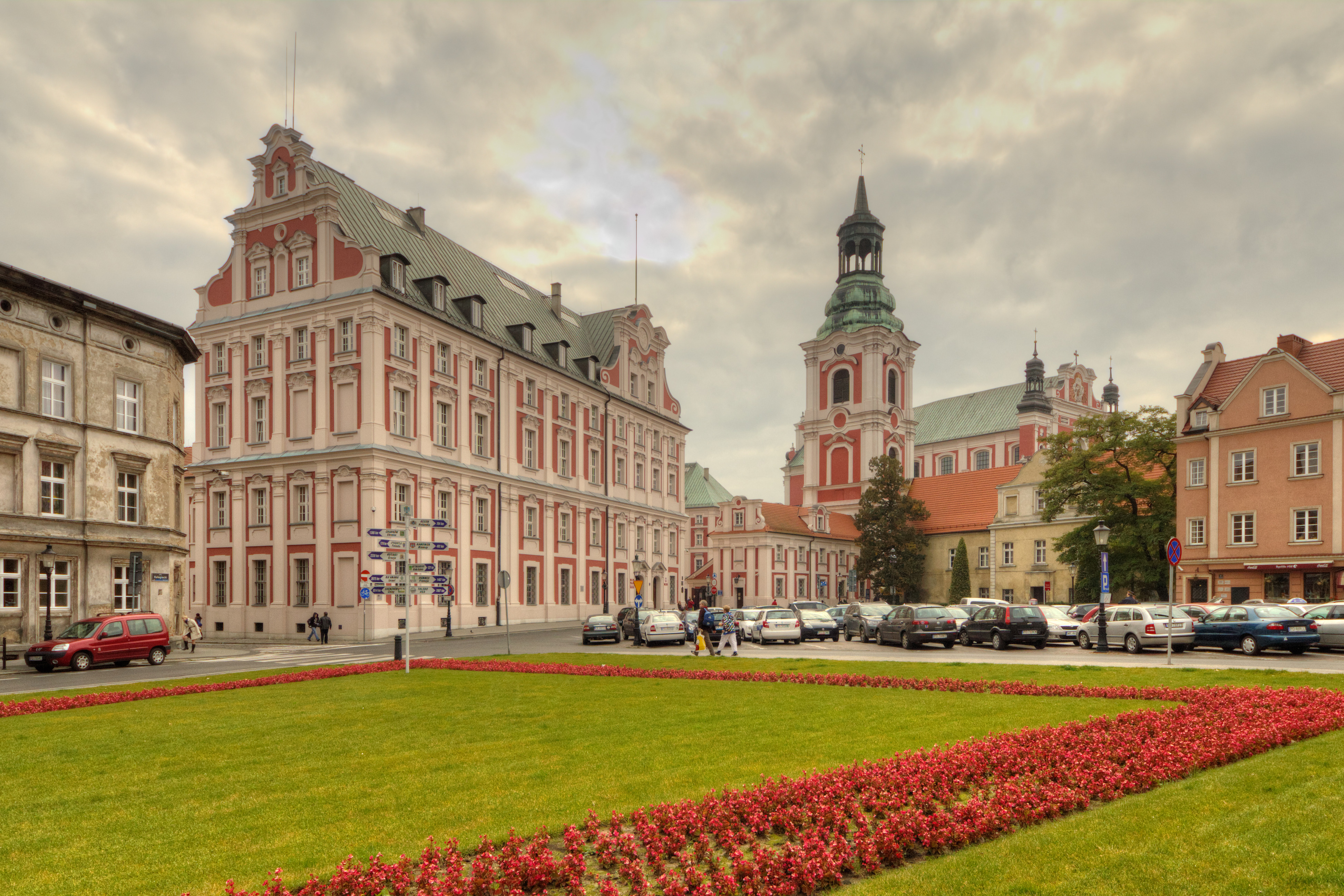
Siedziba Urzędu Miasta Poznania

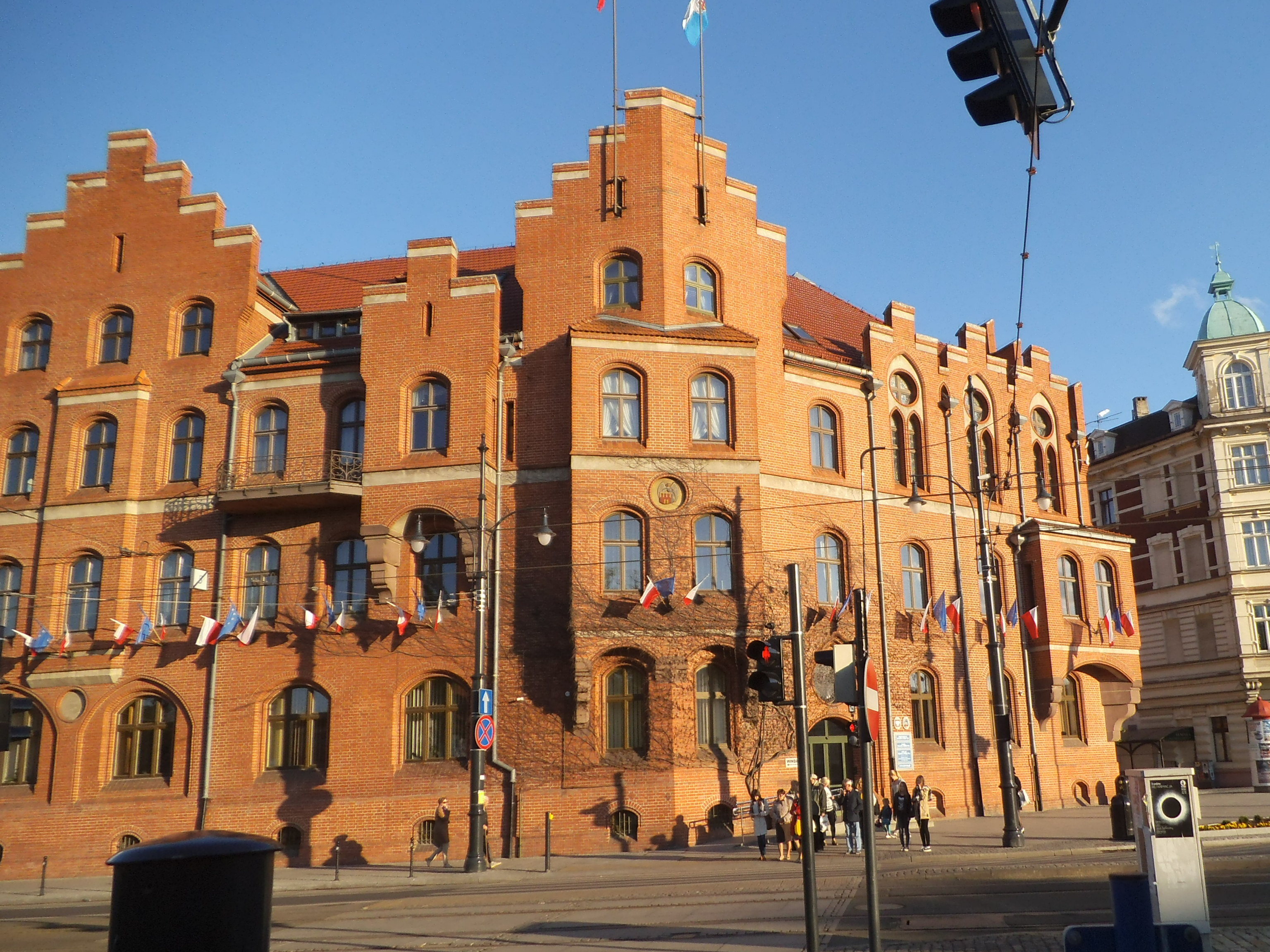
Siedziba Urzędu Miasta Torunia

Urząd gminy (w miastach urząd miasta lub urząd miejski) – jednostka organizacyjna gmin, której przedmiotem działalności jest świadczenie pomocy wójtowi, burmistrzowi, prezydentowi miasta w zakresie realizacji uchwał rady gminy (rady miejskiej, rady miasta) i zadań gminy (miasta) określonych przepisami prawa państwowego.
W skład urzędu wchodzą wydziały i równorzędne komórki organizacyjne oraz samodzielne komórki organizacyjne a strukturę organizacyjną i zasady funkcjonowania urzędu określa regulamin nadany przez wójta, burmistrza lub prezydenta miasta w drodze zarządzenia.
W obowiązującej do końca 2010 roku Instrukcji kancelaryjnej dla organów gmin i związków międzygminnych rząd zasugerował, aby w odniesieniu do gmin wiejskich używać wyrażenia „urząd gminy”, w gminach miejsko-wiejskich „urząd miejski” (wyjątkowo z użyciem „w”), zaś w gminach miejskich „urząd miasta”.
Kierownikiem urzędu jest wójt, burmistrz lub prezydent miasta.
Przykłady: Urząd Gminy Świdnica, Urząd Miejski w Sulejowie, Urząd Miasta Krakowa.
Urząd miasta na prawach powiatu pełni funkcje starostwa powiatowego.
Administrację zespoloną w mieście na prawach powiatu stanowią:
- urząd miasta
- powiatowy urząd pracy, będący jednostką organizacyjną miasta
- jednostki organizacyjne stanowiące aparat pomocniczy kierowników miejskich służb, inspekcji i straży.

## Podstawa prawna
- Ustawa z dnia 8 marca 1990 r. o samorządzie gminnym (Dz.U. z 2023 r. poz. 40)